# Biblioteca Angelica

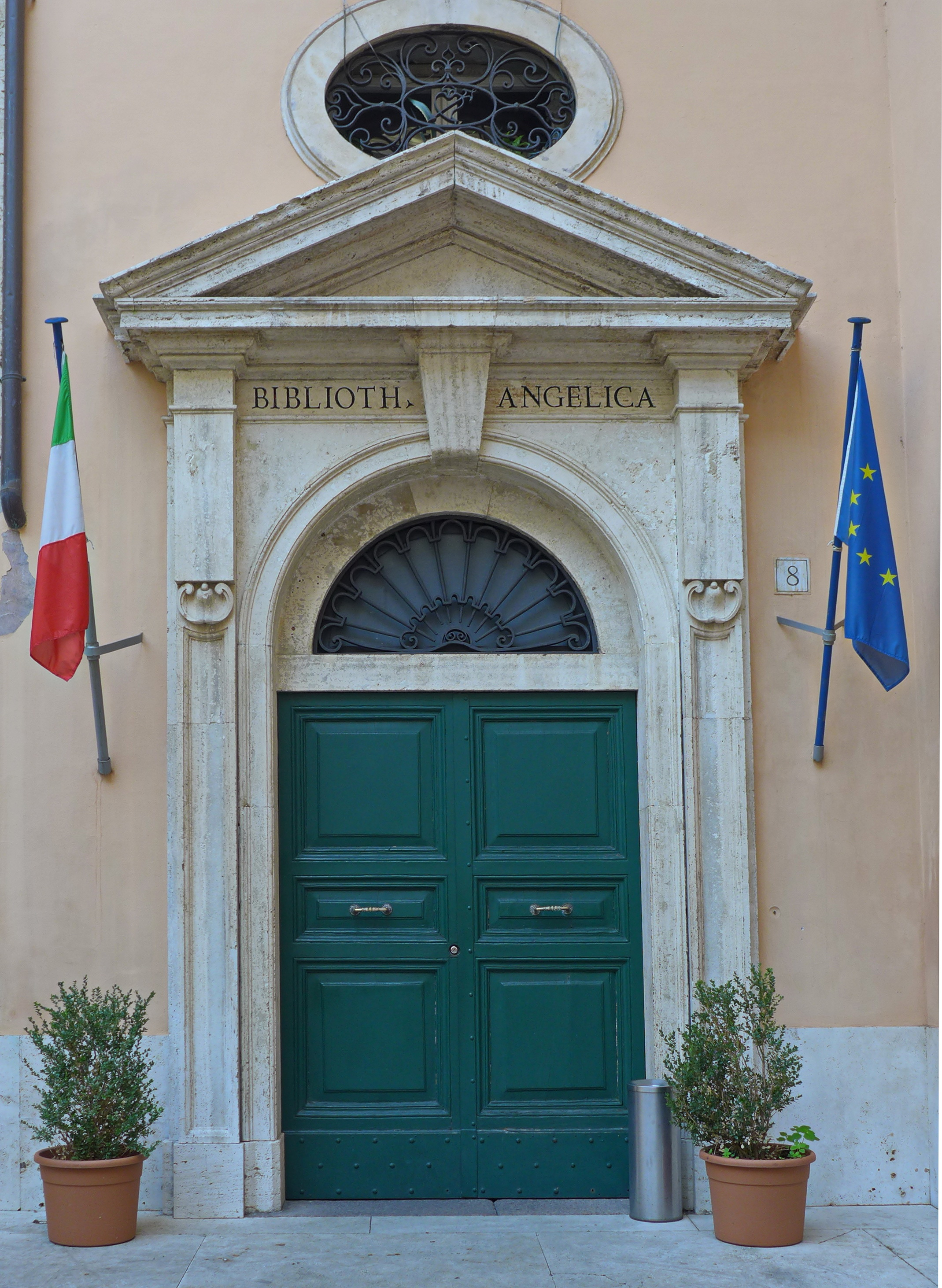
Eingang zur Bibliothek an der Piazza Sant’Agostino

Die Biblioteca Angelica liegt in Rom an der Piazza Sant’Agostino direkt neben der Kirche Sant’Agostino in der Nähe der Piazza Navona. Sie trägt den Namen ihres Gründers Angelo Rocca (1546–1620), unter Papst Sixtus V. Leiter der Vatikanischen Druckerei und Titularbischof von Tagaste in Numidien, der seine private Büchersammlung von 20.000 Bänden zur Verfügung stellte. Sie ist eine öffentlich zugängliche Forschungsbibliothek mit den Sammlungsschwerpunkten bei Schöner Literatur und Literaturgeschichte, Kirchengeschichte, vor allem Augustinus und die Geschichte der Augustinischen Orden, Reformation, Gegenreformation und Kontroverstheologie.

## Geschichte und Funktion
1604 wurde die Bibliothek gegründet und am 23. Oktober 1614 als eine der ersten Bibliotheken überhaupt für die Allgemeinheit geöffnet. Erster Bibliothekar bis 1620 war Fulgenzio Gallucci, später Generalprior des Ordens und Bischof von Boiano. Die ältesten Bestände gehen zurück auf die Augustiner, die zahlreiche Schriften zur Reformation und zur Gegenreformation sammelten und die Bibliothek betrieben. 1661 erhielt die Bibliothek die Drucke aus dem Besitz des Lukas Holste, 1761 erwarb der General der Augustiner Vasquez für 30.000 Scudi die Bibliothek des Kardinals Domenico Passionei. Seit 1940 verwahrt die Angelica die Bibliothek der Accademia letteraria dell’Arcadia, die dort seither auch ihren Sitz hat.
Bereits seit der Eroberung Roms durch die Truppen des Königreichs Italien wird die Bibliothek vom Staat kontrolliert, seit 1975 untersteht sie dem italienischen Kulturministerium (Ministero della Cultura).

## Bestände

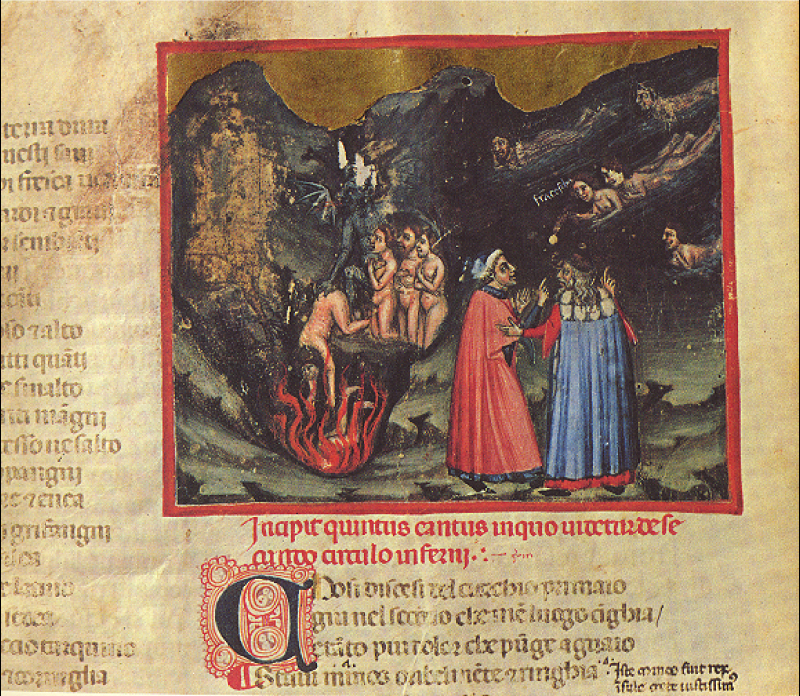
Francesca da Rimini in Ms. 1102, 14. Jahrhundert

Die Bibliothek umfasst heute ca. 200.000 bibliothekarische Einheiten in verschiedenen Sprachen, mehr als 100.000 gehören zum Altbestand Fondo Antico. Hinzu kommen 600 laufende Zeitschriften. Die Bedeutung der Angelica beruht auf den Sammlungen von Handschriften, Inkunabeln und frühen Drucken.
Unter den 2664 Handschriften befinden sich elf arabische Codices. Eine der bekanntesten Handschriften ist der Codex Angelicus, eine griechische Bibelhandschrift aus dem 9. Jahrhundert. Vier Jahrhunderte später entstand das Exemplar von De balneis Puteolanis (Ang. lat. 1474), das über die Sammlung Passionei in die Bibliothek gekommen ist. Ebenfalls über Passionei in die Bibliothek gekommen ist Ms. 1102, eine illuminierte Dantehandschrift des ausgehenden 14. Jahrhunderts, wohl in Bologna entstanden. Ms. 10 ist der Liber memorialis von Remiremont, ein im 9. Jahrhundert begonnenes Memorialbuch und bis gegen 1200 in Remiremont benutzt und aktualisiert. Seit der Mitte des 18. Jahrhunderts ist der Codex in der Angelica nachweisbar, sein zwischenzeitlicher Verbleib und sein Weg nach Rom lässt sich nicht rekonstruieren.
Die Bibliothek besitzt 1.112 Inkunabeln und eine große Anzahl früher Drucke, davon alleine aus dem 16. Jahrhundert 18.000 Drucke. Mit zwei Exemplaren ist die Werkstatt von Arnold Pannartz und Konrad Sweynheym im Benediktinerkloster Santa Scolastica in Subiaco vertreten: Ciceros De oratore von 1465 und De civitate Dei des Aurelius Augustinus von 1467. An der ersten Druckausgabe von Dantes Divina Commedia in Foligno 1472 war ebenfalls ein Deutscher beteiligt: Johannes Numeister. Das Exemplar der Angelica ist eines der wenigen vollständigen.